# گویدو چلانو
گویدو چلانو (ایتالیایی: Guido Celano؛ ‏ ۱۹ آوریل ۱۹۰۴ – ۷ مارس ۱۹۸۸) بازیگر اهل ایتالیا بود. 
از فیلم‌هایی که وی در آن نقش داشته است، می‌توان به ستارگان پائین را می‌نگردند، جنگ بزرگ، نفی بلد، طوفان، باراباس، پنج زن بدنام، آتیلا، گرگ‌ها، زیبای خفته، نعلبکی بال‌دار، دکتر آنتونیو، شوپن، جوزپه وردی، فانوس شیطان، نخستین عشق، دن کامیلو و عالی‌جناب پپونه و فیلیپه دربلی اشاره کرد.